# Cham Tau Chau
Cham Tau Chau (kinesiska: 枕頭洲, 枕头洲) är en ö i Hongkong (Kina). Den ligger i den nordöstra delen av Hongkong.